# 4031 Mueller
4031 Mueller eller 1985 CL är en asteroid i huvudbältet som upptäcktes den 12 februari 1985 av den amerikanska astronomen Carolyn S. Shoemaker vid Palomar-observatoriet. Den är uppkallad efter den amerikanska astronomen Jean Mueller.
Asteroiden har en diameter på ungefär 3 kilometer och den tillhör asteroidgruppen Hungaria.